# Edouard Ouspenski
Pour les articles homonymes, voir Ouspenski.
Edouard Nikolaïevitch Ouspenski (russe : russe : Эдуард Николаевич Успенский), né le 22 décembre 1937 à Iegorievsk et mort le 14 août 2018 à Moscou (Russie), est un écrivain soviétique puis russe de littérature d'enfance et de jeunesse et scénariste d'une soixantaine de dessins animés.

## Biographie
Edouard Ouspenski naît à Iegorievsk près de Moscou dans la RSFR. Il fait ses études à l'Institut d'aviation de Moscou (MAI) et devient ingénieur. Il commence à écrire les histoires pour enfants en 1960.
Edouard Ouspenski est le créateur de Tchebourachka et de Guéna le crocodile, personnages de contes, célèbres dans les anciens pays de l'Union soviétique,.
Il est également le créateur d'ABVGDeïka, émission éducative pour la jeunesse animée par des clowns, diffusée sur la télévision d'État soviétique de 1975 à 1977, et de l'émission musicale radiophonique russe V nachu gavan zakhodili korabli (В нашу гавань заходили корабли) diffusée sur Radio Rossii de 1997 à 2011.
En 1973, il publie le livre pour enfants Oncle Fiodor, son chien et son chat. Ce livre est adapté par Vladimir Popov dans trois films d'animation : Les Trois de Prostokvachino (1978), Les Vacances à Prostokvachino (1980) et L'Hiver à Prostokvachino (1984).
Mort dans sa maison dans l'oblast de Moscou du cancer de la prostate, l'artiste est inhumé au cimetière Troïekourovskoïe.